# Malý Javor
Malý Javor (německy Kleiner Arber) je čtvrtá nejvyšší hora Šumavy a nejvyšší vrchol Horní Falce. Nachází se v německé spolkové zemi Bavorsko, 6 kilometrů západně od Bayerisch Eisenstein (Bavorské Železné Rudy), necelé 2 km od vrcholu Velkého Javoru, nejvyšší hory celé Šumavy.
Skalnatý vrchol zdobí mohutný dřevěný kříž s turistickou knihou.

## Přístup
Na Malý Javor vede několik turistických tras. Nejjednodušší přístup je po červeně značené dálkové trase E6 z Bavorské Železné Rudy na Velký Javor, odkud červená značka pokračuje pod Malý Javor (2,5 km). Závěrečných 300 metrů je značeno zelenou značkou.
Další možností je přístup po dálkové trase E6 z opačné strany, tj. ze severovýchodu, případně ze severu po červené značce kolem ledovcového Malého Javorského jezera.

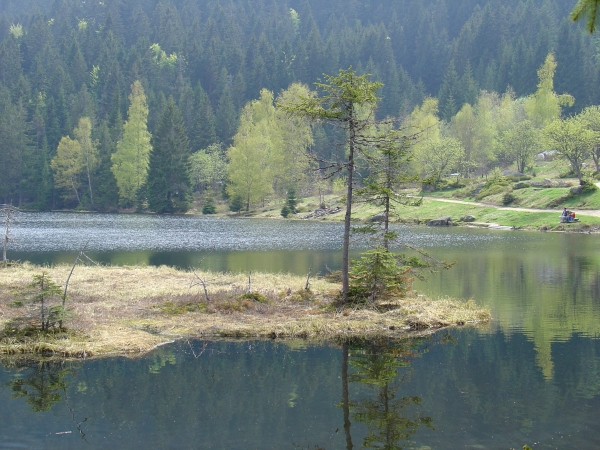
Malé Javorské jezero

## Okolí
- chata Cham – nachází se 300 metrů východně od vrcholu, na rozcestí červené a zelené značky. Postavena v roce 1952 jako restaurace. V roce 1956 rozšířena na hostel, sloužila až do roku 1999. V roce 2008 byla obnovena a od té doby znovu slouží turistům.
- Malé Javorské jezero – ledovcové jezero 1,5 km severo-severovýchodně od vrcholu. Plocha 6,36 ha a maximální hloubka 12 m. Okolo jezera vede naučná stezka.
- Velký Javor – s 1456 m nejvyšší hora Šumavy, 2 km západně od vrcholu